# Grant Lee Buffalo
Grant Lee Buffalo es una banda de rock creada en Los Ángeles

## Historia
Los tres integrantes ya habían estado antes en una banda de Los Ángeles, Shiva Burlesque. Como Grant Lee Buffalo lanzaron cuatro trabajos musicales, Fuzzy, Mighty Joe Moon, Copperopolis y Jubilee, este último sin Kimble, ya que éste había dejado la banda años atrás.
En los Estados Unidos puede ser recordada por su singles: del año 1993 es Fuzzy; que sale en la película With Honors; del año 1994 Mockingbirds; cuyo video es dirigido por Anton Corbjin; también de 1994 Lone Star Song; que habla acerca de la bizarra secta Los davidianos; quienes se suicidan en el año 1993, después de matar a varios policías, y de 1998 Truly, Truly que tuvo gran éxito en esos años. Después de la salida del último disco, Jubilee, la banda se separó, aunque Grant-Lee continuó persiguiendo su carrera como solista. En 2001 Storm Hymnal una compilación de singles, canciones, y rarezas fue lanzada al mercado.
En su estilo había influencias de músicos como Neil Young y elementos clásicos del country, así como letras de demanda social y política. A mediados de los años 1990 compitiendo con bandas como R.E.M., Pearl Jam, y Smashing Pumpkins.

## Miembros
- Grant-Lee Phillips, voces y guitarra.
- Paul Kimble, bajo.
- Joey Peters, batería.

## Discografía
- Fuzzy (1993)
- Mighty Joe Moon (1994)
- Copperopolis (1996)
- Jubilee (1998)
- Storm Hymnal - Gems From The Vault Of (2001)